# Catterall (Lancashire)
Koordinaten: 53° 53′ N, 2° 45′ W

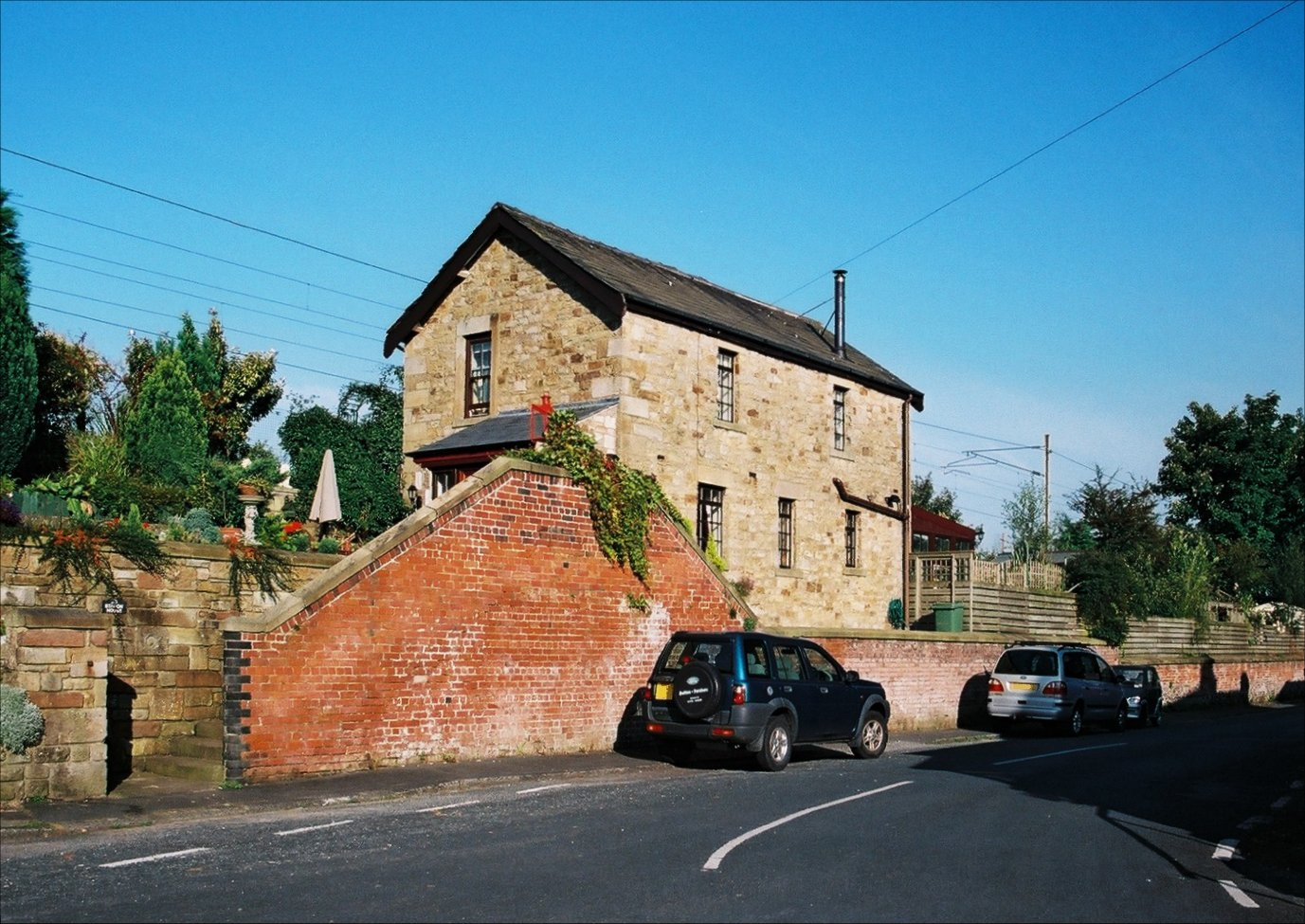
Haus des Stationsvorstehers des Bahnhofs Garstang and Catterall

Catterall ist ein Ort und eine Civil parish in Lancashire, England.
Catterall wird im Domesday Book als Catrehala erwähnt. Die Bedeutung oder Herkunft des Namens ist unklar, dass er auf eine Katze (engl. cat) hindeutet, ist eine unbestätigte Behauptung.
Die Flüsse Wyre, Calder und Brock fließen durch die Civil parish und bilden teilweise deren Grenze. Der River Calder mündet bei Catterall in den Wyre.
Bis 1891 betrieb Wasser aus dem Calder Druckereien und Lederindustrie in Catterall, doch dann erhielt der lokale Wasserversorger – die Fylde Water Company – durch einen Beschluss des Parlaments die Erlaubnis Wasser aus dem Oberlauf des Calder für die Trinkwasserversorgung zu entnehmen. Als Folge stand nicht mehr genug Wasser für die Maschinen zur Verfügung und die Betrieben mussten schließen.
Die Lancaster and Preston Junction Railway eröffnete 1840 den Bahnhof Garstang and Catterall in Catterall. Von dem heute geschlossenen Bahnhof, der später dann an der West Coast Main Line lag, steht heute nur noch das Haus des Stationsvorstehers.